# Sukadamai (Gunung Alip)
Sukadamai is een bestuurslaag in het regentschap Tanggamus van de provincie Lampung, Indonesië. Sukadamai telt 842 inwoners (volkstelling 2010).